# Da Varano
I Da Varano furono un'importante famiglia nobile, estinta nel 1882 con Rodolfo, del ramo di Ferrara. Era originaria del ducato di Spoleto e governò per quasi 300 anni la città di Camerino e il suo territorio.

## Storia

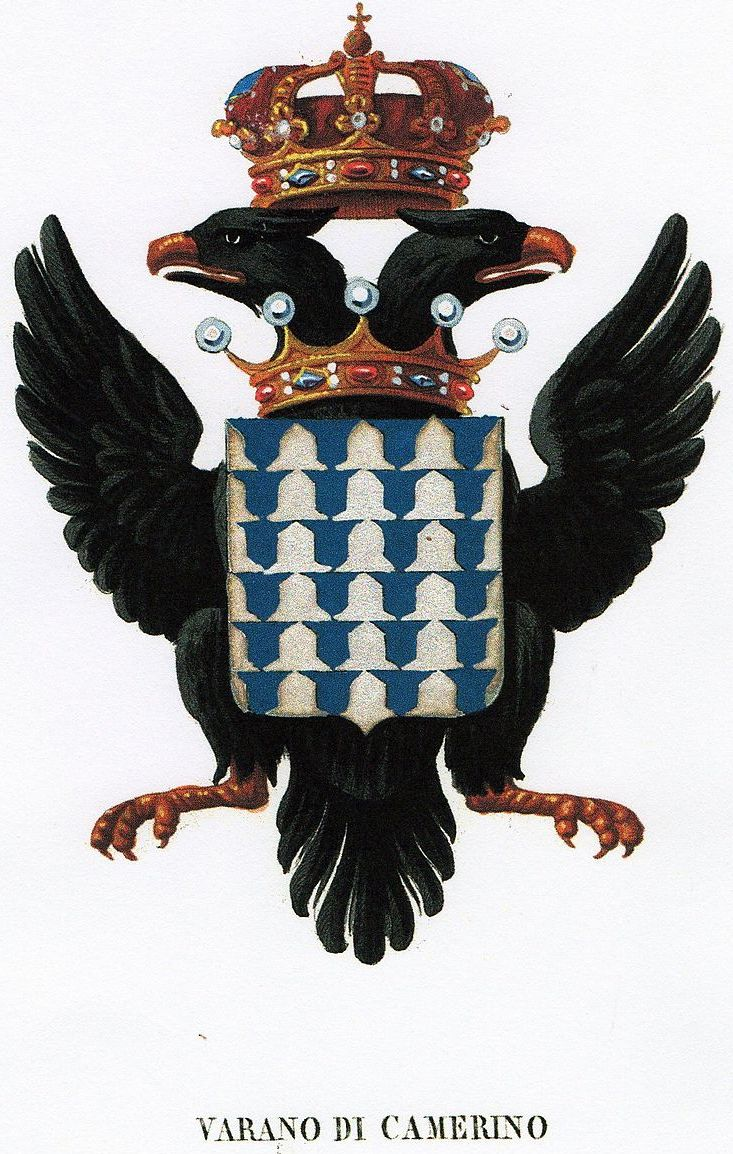
Stemma di Casa da Varano

### Origini
Le prime notizie risalgono al XIII secolo e riguardano un certo Prontaguerra da Varano, castello del territorio camerte, potente capo di parte guelfa come sempre fortemente guelfa sarà la sua discendenza. Infatti dopo di lui conosciamo un suo pronipote di nome Gentile il quale era capo dei Guelfi a Camerino che vide la città distrutta dal re Manfredi, ma lui stesso la farà ricostruire una volta divenuto capo del governo camerte, dopo la battaglia di Benevento.
La notizia della nomina di Gentile nel 1282 "a conte di Campagna", cioè a capo della provincia pontificia di Campagna e Marittima (Lazio meridionale), da parte di Martino IV, è stata smentita dagli ultimi studi. Morto nel 1284 lasciò due figli: Rodolfo e Berardo.
Rodolfo diventò l'erede ed anche a lui venne conferito il titolo di "conte della Campagna Romana" e capitano del Popolo di Lucca. Nel frattempo il fratello Berardo continuava nell'opera di ampliare il prestigio della famiglia che in questo periodo storico stava emergendo.
Nel 1314 Rodolfo morì e Berardo nel 1316 diventò il signore di Camerino e nel 1319 fu nominato dal papa Giovanni XXII "marchese di Ancona". Ci troviamo nel periodo del Papato di Avignone e Berardo rappresentava il personaggio fidato del pontefice per conservare i possedimenti dello Stato della Chiesa. Nel 1322 conquistò Urbino, Fano, Osimo e Recanati.

### Gentile II

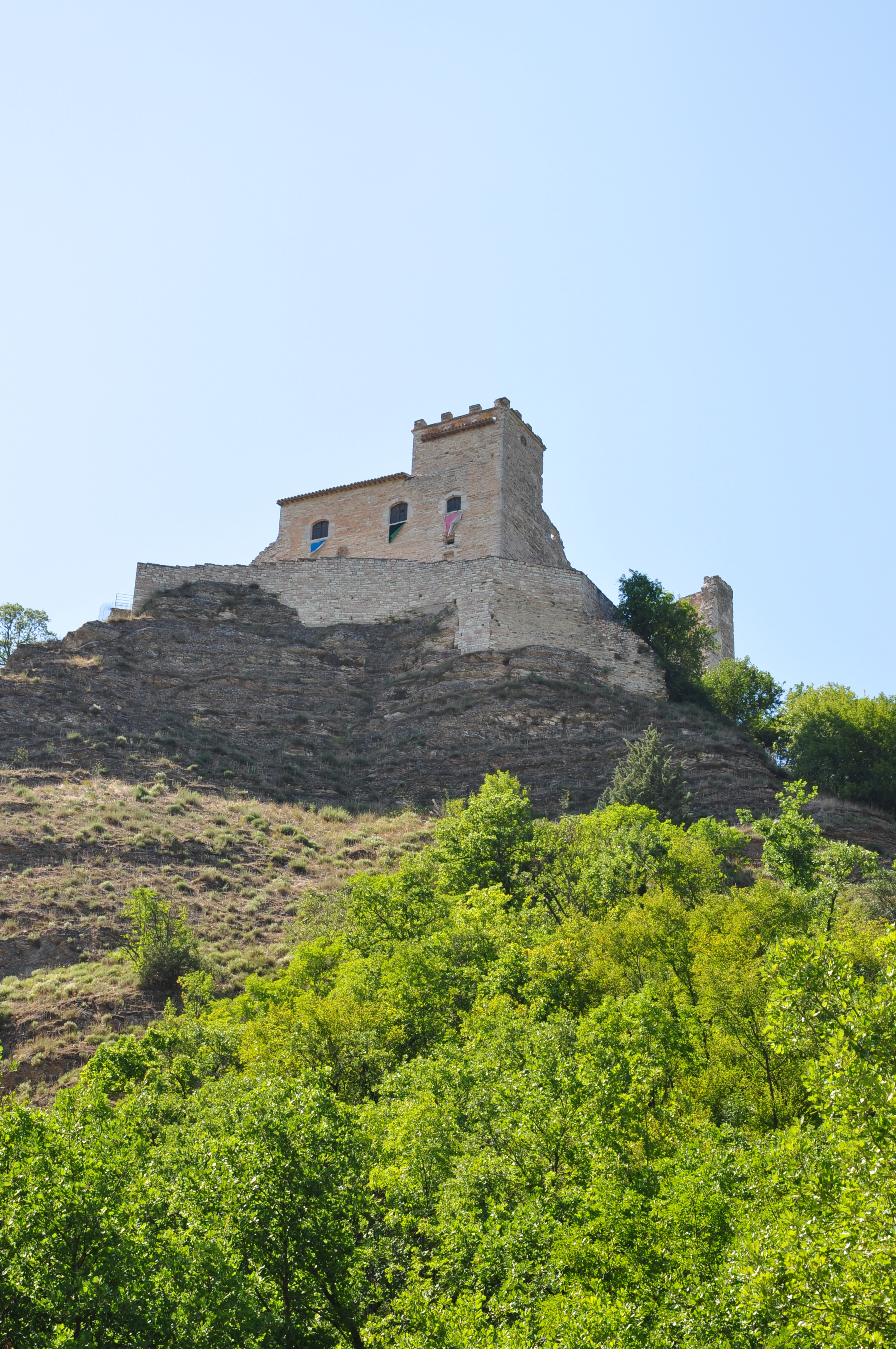
La Rocca Varano nei pressi di Camerino.

Morto Berardo I nel 1329, gli succedette il figlio Gentile II, il quale ebbe il ruolo di estendere l'influenza della famiglia conquistando Tolentino, Gualdo Tadino e San Ginesio. Fu anch'egli un fervente guelfo, cosa che lo portò a combattere per molto tempo contro i ghibellini. Nel 1332 diventò vicario pontificio, ma dovette assistere alla morte improvvisa del figlio Berardo che lasciò comunque quattro eredi: tale evento, però, poteva nuocere all'ascesa sociale che la famiglia stava ormai da alcuni decenni compiendo. La sua politica a quel punto si basò sul compiacere il più possibile il papa Innocenzo VI e il cardinale Albornoz.

### Rodolfo II
Il maggiore dei suoi nipoti, Rodolfo II, gli succedette alla sua morte avvenuta nel 1355 e, al di là delle aspettative del nonno, si rivelò un capace stratega politico per Camerino. Continuò a sostenere il cardinale Albornoz il quale stava cercando di riconquistare le numerose signorie marchigiane e romagnole che si erano ribellate alla Chiesa e, nominato dal papa Innocenzo IV gonfaloniere di Santa Romana Chiesa, riportò grandi vittorie anche contro la lega degli Ordelaffi e dei Malatesta. Rimasto a capo delle forze pontificie fino al 1359, diventò poi comandante dell'esercito dei fiorentini e combatté contro Bernabò Visconti.
Rodolfo II non lasciò eredi maschi e, al momento della sua morte, nel 1384, diventò capo del piccolo stato di Camerino il fratello Giovanni che morì nel 1385 anch'egli senza discendenza: il governo spettò all'ultimo dei quattro fratelli, Gentile III che proseguì la tradizionale politica papalina della famiglia che gli permise di essere nominato senatore di Roma nel 1362.

### Rodolfo III

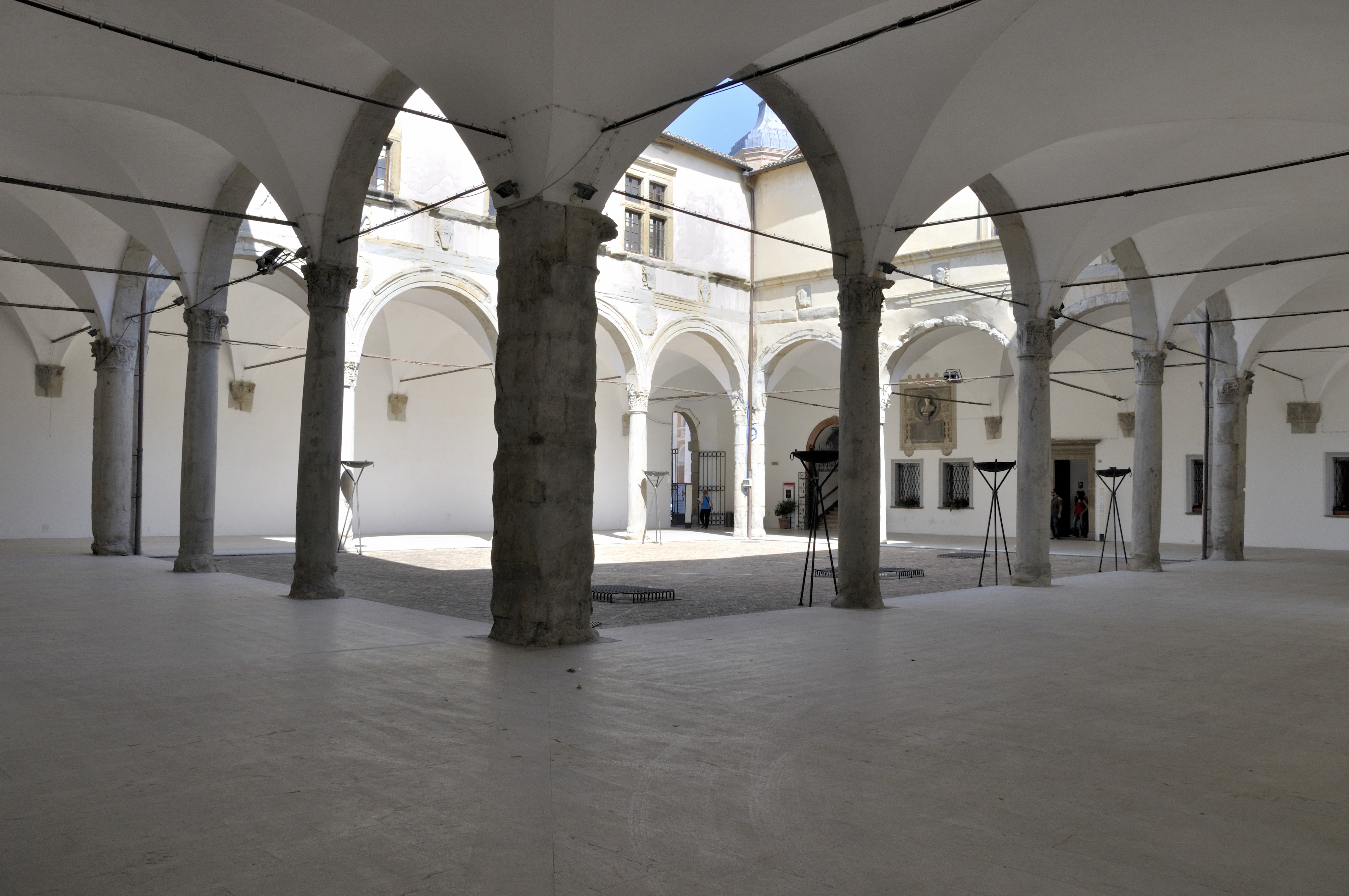
Il cortile rinascimentale del palazzo ducale di Camerino

Nel 1393 gli succedette il figlio Rodolfo III che, grazie alla sua abilità di condottiero, ricevette in dono dal papa Civitanova. Appoggiò la scalata al trono di Napoli di Ladislao I d'Angiò. Nel 1418 Nicolina di Rodolfo III Varano sposò, in seconde nozze, Braccio da Montone, da cui nacque nel 1419 Carlo Fortebraccio. Nel 1421 il fratello Berardo Da Varano scampò miracolosamente alla strage di Nocera ove trovarono la morte Niccolo' e Bartolomeo Trinci. Il matrimonio del primo figlio di Braccio, Oddo, con Elisabetta Trinci, figlia di Niccolò, (1418) suggellò l'alleanza tra le famiglie Fortebraccio, Varano, Trinci. La sconfitta e la morte di Braccio (1424) segnarono il declino delle famiglie.
Con la sua scomparsa incominciò il declino del potere della famiglia, dilaniata da lotte interne di potere. Infatti fu designato, come successore di Rodolfo III, il figlio Giovanni II, ma il padre aveva avuto figli da due mogli: Elisabetta Malatesta e Costanza Smeducci.
Le norme di successione stabilite del padre furono contestate dai figli e si verificò una furibonda lotta dinastica che fu sedata dall'intervento del cardinale Vitelleschi inviato (1433) dal papa Eugenio IV. Questi provò a calmare la grave disputa con la decapitazione del più acceso fra i fratelli, Piergentile, ma gli altri complottarono ed assassinarono Giovanni II. A questo punto la lotta per la successione si trasformò in una rivolta popolare in cui saranno uccisi i rimanenti due fratelli, Berardo e Gentil Pandolfo (eccidio dei Varano).
A questo punto rimasero superstiti dei Varano Rodolfo IV, figlio di Piergentile, che durante le lotte dinastiche si rifugiò a Rimini dai Malatesta, e Giulio Cesare, figlio di Giovanni II, mentre Camerino sarà sotto la protezione di Francesco Sforza.

### Rodolfo IV
Fu così che nel 1444 Rodolfo IV riconquistò la città, ma dovette cedere, tuttavia, Tolentino allo Stato Pontificio. Morì nel 1464.

### Giulio Cesare

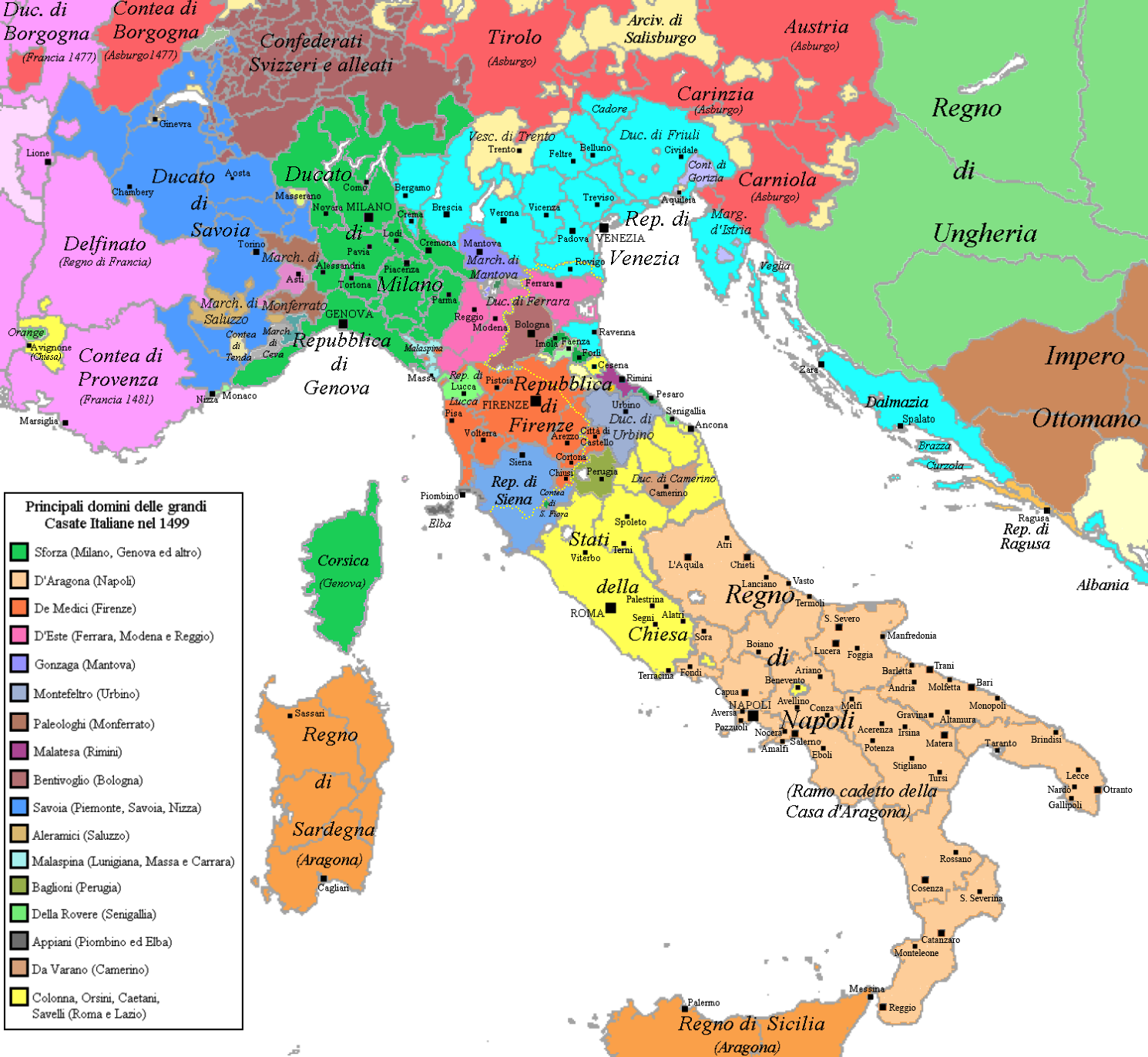
L'Italia del 1499 con l'indicazione del ducato di Camerino

Gli succedette Giulio Cesare, un grande guerriero e mecenate che combatté a servizio del papa, di Firenze, Milano e Venezia, ma nulla poté contro le forze di Cesare Borgia che, nel 1502, conquistò la città e lo uccise assieme a tre suoi figli. Portato nella fortezza di Pergola, "fu scannato" da Michelotto Corella, uno dei condottieri del Borgia, mentre i suoi figli Annibale, Venanzio e Pirro furono rinchiusi nella fortezza di Cattolica; Micheletto, raggiunta Cattolica, strangolò Annibale e Venanzio, mentre Pirro, portato a Pesaro, fu assassinato di fronte alla chiesa di San Francesco. Giovanni Maria riuscì a fuggire insieme al cugino Ercole, figlio di Rodolfo IV; entrambi si salvarono dalla furia del "Duca Valentino" riparando prima a L'Aquila e poi a Venezia. La sorella Camilla da Varano, ossia suor Battista, monaca clarissa, fuggì pure da Camerino e cercò ospitalità dalle clarisse di Fermo, le quali per timore di rivendicazioni non l'accolsero, così fu costretta a ripiegare ad Atri presso le clarisse, nel regno di Napoli.

### Giovanni Maria
Morto Alessandro VI e caduti i Borgia, fu eletto papa Giulio II che, riconquistati i possedimenti pontifici, ridiede Camerino a Giovanni Maria (1481-1527), il quale, scoperta a Cagli la presenza di Micheletto da Valenza, lo imprigionò e lo fece morire tagliandolo a pezzi. Il papa Leone X, nel 1515, lo creò duca con una cerimonia solenne presieduta, in quanto delegato pontificio, dal cardinale Innocenzo Cybo, suo nipote, e dal vescovo di Nocera come Commissario Apostolico, il camerte Varino Favorino, umanista e maestro per la lingua greca di papa Leone, e dal vescovo di Camerino Antongiacomo Bongiovanni. Alla sua morte nel 1527, senza discendenza maschile, il ducato di Camerino fu unito a quello di Urbino, perché la figlia Giulia, unica erede, andò in sposa al duca di Urbino Guidobaldo II Della Rovere. Giulia, sotto reggenza della madre Caterina Cybo, cedette poi i propri diritti a Paolo III nel 1539.

### Ercole

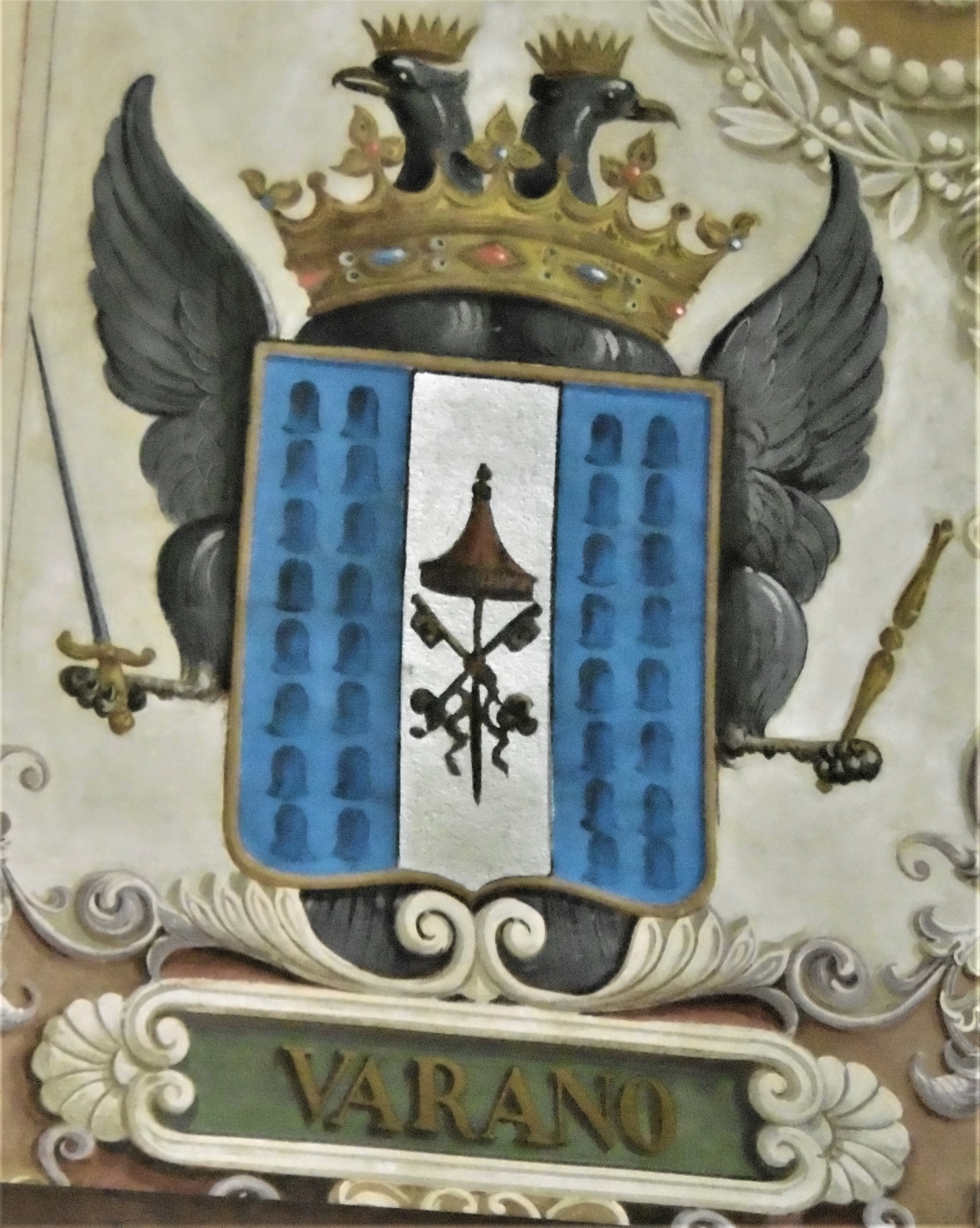
Stemma della famiglia Varano nel Palazzo Municipale di Ferrara

A questo punto della famiglia rimaneva Ercole, figlio di Rodolfo IV, che viveva a Ferrara. Tentò di riconquistare Camerino ma fu catturato ed imprigionato e successivamente pure il figlio Mattia fu cacciato dalla città marchigiana dopo averla ripresa per un breve periodo. Intervenne ad aiutare Ercole il papa Paolo III che gli conferì il titolo di Duca di Camerino ma, non riuscendo a rientrare negli aviti territori, rimase a Ferrara. Infine anche il nipote Piergentile, nel 1549, riprovò infruttuosamente a riconquistare la città.

### Altri
- Antonio da Varano (XV secolo), podestà di Mantova dal 1418 al 1419[4]
- Tomaso da Varano (XV secolo), letterato[4]
- Giulio da Varano (XV secolo), filosofo al servizio dei Gonzaga[4]